# Polystichum lesliei
Polystichum lesliei är en träjonväxtart som beskrevs av Rumsey och Acock. Polystichum lesliei ingår i släktet Polystichum och familjen Dryopteridaceae. Inga underarter finns listade.